# Spedizione di Ferdinando Magellano
La spedizione di Ferdinando Magellano fu la prima circumnavigazione del globo terrestre che ebbe inizio martedì 20 settembre 1519 dal porto di Sanlúcar de Barrameda e si concluse sabato 6 settembre 1522 al porto di Sanlúcar de Barrameda e l'8 settembre a Siviglia, da dove era iniziata, da una flotta di cinque navi (chiamate Caracche), capitanate dall'esploratore portoghese Ferdinando Magellano al servizio della Corona spagnola. Dopo la morte di Magellano nelle Filippine, nell'aprile 1521 il comando della spedizione venne preso dall'esploratore spagnolo Juan Sebastián Elcano e dal veneziano Antonio Pigafetta.
Il viaggio si concluse con gravi perdite: ritornarono solo due navi. La prima (San Antonio) abbandonò le altre prima di raggiungere l'Oceano Pacifico e rientrò nel 1520, la seconda ed unica a completare la circumnavigazione (Victoria) rientrò in Spagna nel settembre 1522, tre anni dopo l'inizio del viaggio. Dei 237 tra soldati e marinai che formavano l'equipaggio iniziale, soltanto 35 completarono la circumnavigazione: 18 sulla Victoria ed altri 17 che arrivarono in Europa su navi portoghesi (12 originariamente imbarcati sulla Victoria, ma catturati durante una sosta nelle isole di Capo Verde e 5 superstiti della Trinidad). La storia del viaggio è nota grazie agli appunti dell'uomo di fiducia (criado) di Magellano, il vicentino Antonio Pigafetta.

## Preparazione del viaggio
Nei primi dieci anni del XVI secolo, Magellano entrò in possesso di una carta geografica che ipotizzava un passaggio dal Río de la Plata e l'Oceano Pacifico. Si convinse di poter in questo modo trovare una via per l'Asia più breve di quella intorno all'Africa.
Una scoperta del genere sarebbe tornata utile alla Spagna, che era stata esclusa dalla corsa per le pregiate spezie del lontano oriente dopo il Trattato di Tordesillas. Il trattato aveva assegnato il controllo sull'emisfero orientale al Portogallo, che in questo modo rivendicava anche il possesso delle Molucche, le leggendarie Isole delle Spezie. L'Occidente sapeva che lì si trovava la fonte delle più pregiate spezie, come la noce moscata o i chiodi di garofano. Tuttavia, solo il limite atlantico tra i due emisferi controllati da Spagna e Portogallo cominciava all'epoca a concretizzarsi dopo le sempre nuove scoperte nel Nuovo Mondo. 
Non essendo noto il perimetro del globo terrestre, nessuno sapeva dire se le Molucche rientravano ancora nei territori spettanti ai portoghesi. Se possibile, si sarebbe quindi dovuto stabilire se le Molucche si trovassero effettivamente a ovest dell'antimeridiano della linea di demarcazione che, secondo i trattati, divideva le zone di influenza e possesso coloniale. La nuova via navale avrebbe anche permesso di evitare l'aggiramento dell'Africa, i cui porti occidentali e meridionali erano tutti in mano al Portogallo. Naturalmente, non meno importante sarebbe stata l'eventuale scoperta di nuove terre da annettere al già immenso impero del re di Spagna.
Magellano, il quale era stato licenziato con disonore dalla corona portoghese, si disse convinto del fatto che le Molucche si trovassero nell'area spettante alla Spagna e, con il sostegno dell'astronomo Rui Faleiro, anch'egli portoghese caduto in disgrazia in patria, si recò in Spagna per offrire i suoi servizi a re Carlo I (noto anche come imperatore Carlo V del Sacro Romano Impero). Cambiò anche il suo nome da Fernão de Magalhães in Fernando de Magallanes.
In Spagna, Magellano riuscì a guadagnarsi la fiducia di uomini d'affari influenti che promossero i suoi piani. Il 22 marzo 1518, a Valladolid, siglò un contratto con Carlo I, che gli mise a disposizione cinque navi per trovare le Isole delle Spezie: a Magellano e a Rui Faleiro sarebbe spettata la quinta parte dei proventi della spedizione, mentre i loro eredi sarebbero stati nominati governatori nelle terre scoperte. Inoltre il re garantì di non avallare un altro viaggio con lo stesso scopo per dieci anni a venire.

## Inizio del viaggio

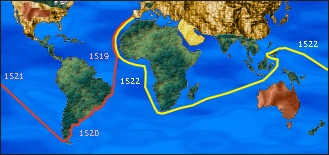
La circumnavigazione del globo

Il 20 settembre 1519 il viaggio ebbe inizio da Sanlúcar de Barrameda. La flotta di Magellano era composta da cinque navi:
- Trinidad, 130 tonnellate, 55 uomini, comandante: Ferdinando Magellano
- San Antonio, 130 tonnellate, 62 uomini, comandante: Juan de Cartagena
- Concepción, 90 tonnellate, 45 uomini, comandante: Gaspar de Quesada
- Victoria, 90 tonnellate, 43 uomini, comandante: Luis de Mendoza
- Santiago, 60 tonnellate, 32 uomini, comandante: Giovanni Serrano

Tra i 237 uomini della spedizione figurarono 170 spagnoli, 40 portoghesi, 20 italiani e quattro interpreti africani ed asiatici. Le provviste erano formate da 7240 kg di pane biscottato, 194 kg di carne essiccata, 163 kg di olio, 381 kg di formaggio, 200 barili di sarde salate e 2856 pesci essiccati.
I registri della spedizione sono conservati presso l'Archivo General de las Indias a Siviglia.
Da Siviglia le navi seguirono il corso del Guadalquivir fino a Sanlúcar de Barrameda, dove furono costretti a fermarsi per cinque settimane, per le riluttanze delle locali autorità spagnole a far partire la spedizione sotto il comando di un ammiraglio portoghese. Solo il 20 settembre 1519 Magellano poté affrontare l'oceano. Ben presto si trovò inseguito da un gruppo di navi mandate da re Manuele I del Portogallo, deciso a sventare il tentativo spagnolo di trovare una via alternativa in Oriente.

## Atlantico e Sud America
Magellano riuscì a raggiungere le Isole Canarie, appartenenti alla Spagna, senza farsi prendere dagli inseguitori. Dopo aver preso a bordo nuove provviste, prese la rotta del Brasile. Il 20 novembre la sua flotta attraversò l'equatore. Sull'Atlantico si trovò sfidato da un ammutinamento dei suoi ufficiali spagnoli, al quale pose fine mettendo in catena il primo ufficiale della San Antonio, Juan de Cartagena, quale capo degli ammutinati. 
Il 6 dicembre venne raggiunta la costa del Sud America, dove la flotta mise l'ancora nella baia di Rio de Janeiro. Gli indigeni credevano i bianchi degli dei, poiché avevano portato la prima pioggia da lungo tempo. Il trattamento riservato ai marinai fu di conseguenza oltre ogni aspettativa, un fatto che avrebbe ritardato la continuazione del viaggio. Ormai si stava avvicinando l'inverno australe e quando Magellano dopo settimane di ricerche dovette ammettere che il Rio de la Plata non nascondeva nessun passaggio verso il Pacifico, decise di svernare in una baia in Patagonia.
A San Julián le provviste cominciarono a scarseggiare e si rese necessario un taglio delle razioni. Scoppiò un nuovo ammutinamento su tre delle cinque navi. La rivolta fu debellata e i comandanti Luis de Mendoza della Victoria e Gaspare de Quesada della Concepción furono giustiziati; il comandante Juan de Cartagena della San Antonio e un clerico che aveva capeggiato l'ammutinamento vennero abbandonati sulla costa.
A maggio la Santiago venne spedita in avanscoperta, ma naufragò dopo poco tempo. Quasi tutto l'equipaggio riuscì a trarsi in salvo e a tornare via terra a Puerto San Julián. L'ammiraglio si rassegnò ad aspettare la fine dell'inverno nella baia di San Julián, che le quattro navi superstiti lasciarono ad ottobre. Tutte le baie e le bocche dei fiumi vennero esaminate, fino a raggiungere Cabo Vírgenes (Capo delle Vergini) il 21 ottobre. La Concepcion e la San Antonio furono mandate avanti e tornarono infine con l'agognata notizia di aver trovato il passaggio ad ovest.
Prima di partire Magellano concedette agli altri comandanti la scelta di seguirlo ancora o di far rotta per la Spagna. Inizialmente tutti declinarono l'offerta di tornare indietro, ma alcuni giorni dopo la San Antonio sotto il comando di Esteban Gómez lasciò la spedizione ed invertì la rotta dopo un nuovo ammutinamento a bordo. Tre navi attraversarono il passaggio che oggi è noto come Stretto di Magellano e raggiunsero l'Oceano Pacifico il 28 novembre 1520.

## Oceano Pacifico e morte di Magellano

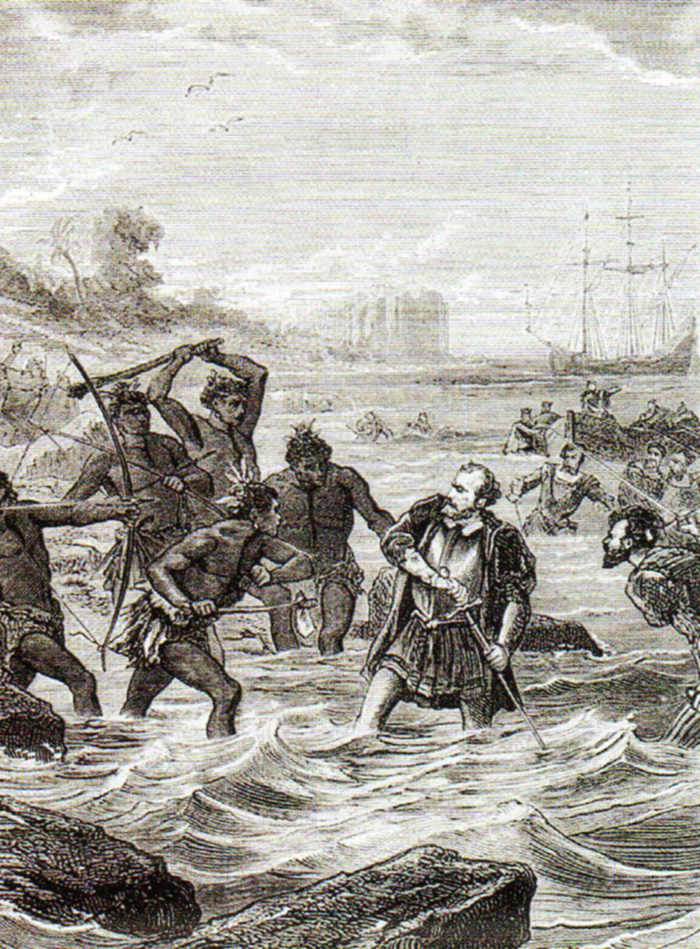
La morte di Magellano per mano dei guerrieri Mactan (raffigurazione del XIX secolo).

Magellano a questo punto credette di poter arrivare alle Isole delle Spezie in non più di un mese. Ma passarono tre mesi e venti giorni in alto mare durante i quali si avvistarono solo due isolotti disabitati. La maggior parte degli uomini si ammalò di scorbuto: non erano rimasti altri viveri che pane biscottato pregno di salsedine, vermi ed escrementi di topi. Diciannove uomini morirono durante la traversata.
Il 6 marzo 1521 la flottiglia raggiunse le Isole Marianne. Magellano le battezzò Islas de los Ladrones, quando su un'isola (forse Guam) gli indigeni cercarono di impossessarsi di una delle scialuppe e di alcuni suppellettili delle navi. L'ammiraglio ne fece giustiziare alcuni e bruciò le loro case. Dopo essersi rifornite di nuove provviste, le navi di Magellano continuarono il viaggio fino alle Filippine, dove il 16 marzo raggiunsero Homonhon. In quel momento la spedizione era composta ancora da 150 uomini circa: rispetto ai 234 partiti, 2 erano stati giustiziati e 2 erano stati abbandonati in seguito ad ammutinamento, alcuni erano morti nel naufragio della nave Santiago, 60 erano quelli a bordo della nave San Antonio rientrata in Spagna e 19 erano morti di scorbuto dopo il passaggio dello stretto.
La lingua degli abitanti di Homonhon era nota all'interprete di Magellano, Enrique di Malacca. Così si arrivò ad uno scambio di doni con il re di Limasawa, Rajah Kolambu. Questi accompagnò gli Spagnoli fino all'isola di Cebu, dove riuscirono nell'intento di convertire il re, Raja Humabon, e molti dei suoi sudditi al Cristianesimo. Quando Cebu si sottomise alla corona spagnola, scoppiò una rivolta sulla vicina isola di Mactan. Magellano decise di usare la forza per conquistare Mactan e convertirla al Cristianesimo. Quando sbarcò la mattina del 27 marzo 1521 a Mactan, venne ucciso dagli uomini del capo dell'isola Lapu-Lapu nella battaglia di Mactan.

## Dopo la morte di Magellano
Poco dopo il Raja Humabon, re di Cebu, rinnegò il Cristianesimo e ordinò un attacco agli Spagnoli. Quasi trenta fra questi persero la vita. Gli Spagnoli, ormai in numero troppo esiguo per governare tre navi, decisero di affondare la Concepción ed elessero Juan Sebastián Elcano comandante della Victoria. Con le due navi rimaste fuggirono verso il Borneo, rimanendo per 35 giorni nel Brunei. Il 6 novembre la spedizione raggiunse finalmente le Molucche. Sull'isola di Tidore il sultano locale si disse disposto a vendere loro finalmente le agognate spezie.
Agli spagnoli si pose ora il problema di quale rotta affrontare per ritornare in Spagna: ripercorrere in senso inverso l'itinerario di andata riattraversando il Pacifico, oppure proseguire verso ovest attraversando l'Oceano Indiano, circumnavigando l'Africa e risalendo l'Atlantico fino alla Spagna. Entrambe le opzioni erano rischiose. Attraversare il Pacifico aveva già messo a dura prova la spedizione all'andata, tentare la traversata una seconda volta era assai pericoloso. Procedere verso ovest era altrettanto rischioso in quanto, essendo territorio portoghese in base al Trattato di Tordesillas del 1494, le navi spagnole rischiavano di essere catturate dai portoghesi. 

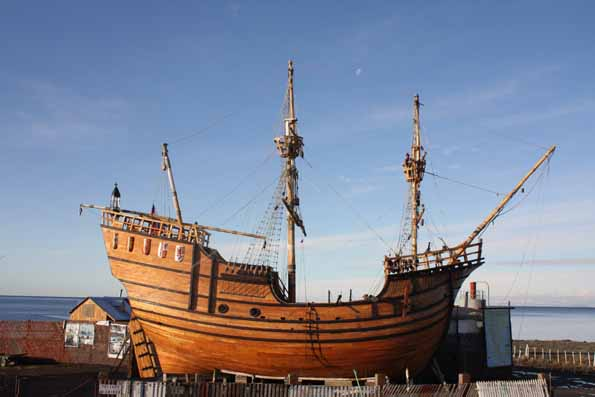
Replica della Victoria nel Museo Nao Victoria a Punta Arenas, Cile.

A questo punto le sorti delle due navi superstiti si divisero definitivamente. La Victoria, al comando di Elcano, proseguì verso ovest. La Trinidad, invece, rimase bloccata per un'avaria. Imbarcava acqua e rimase ferma a Tidore con quasi metà degli uomini. Questi tentarono, in seguito, la strada del ritorno attraverso il Pacifico, ma furono intercettati da una flottiglia portoghese. La nave fu catturata ed andò quindi persa; il prezioso carico finì nelle mani dei Portoghesi. Il marinaio (timoniere) italiano Leon Pancaldo fu condotto prigioniero a Malacca e poi in India a Cochin, ed infine in prigione a Lisbona.
Solo nel 1525 i quattro ulteriori superstiti della Trinidad furono liberati; Leon Pancaldo rientrò a Savona, sua città di origine, solo nel 1527.
Il viaggio della Victoria, al comando di Juan Sebastián Elcano,  invece, si concluse il 6 settembre 1522 quando rientrò al porto di partenza dopo aver completato la prima circumnavigazione del globo in due anni, 11 mesi e 17 giorni. A bordo della piccola nave (solo 85 tonnellate di stazza), che ormai imbarcava acqua e aveva una velatura di fortuna, vi erano soltanto 18 uomini malmessi, ammalati e denutriti. Tra essi due italiani, Antonio Pigafetta (registrato a bordo come Antonio Lombardo per l'area di provenienza), colui che scriverà la storia della spedizione, e Martino de Judicibus.

## I primi circumnavigatori

Monumento in memoria di Magellano a Punta Arenas, in Cile

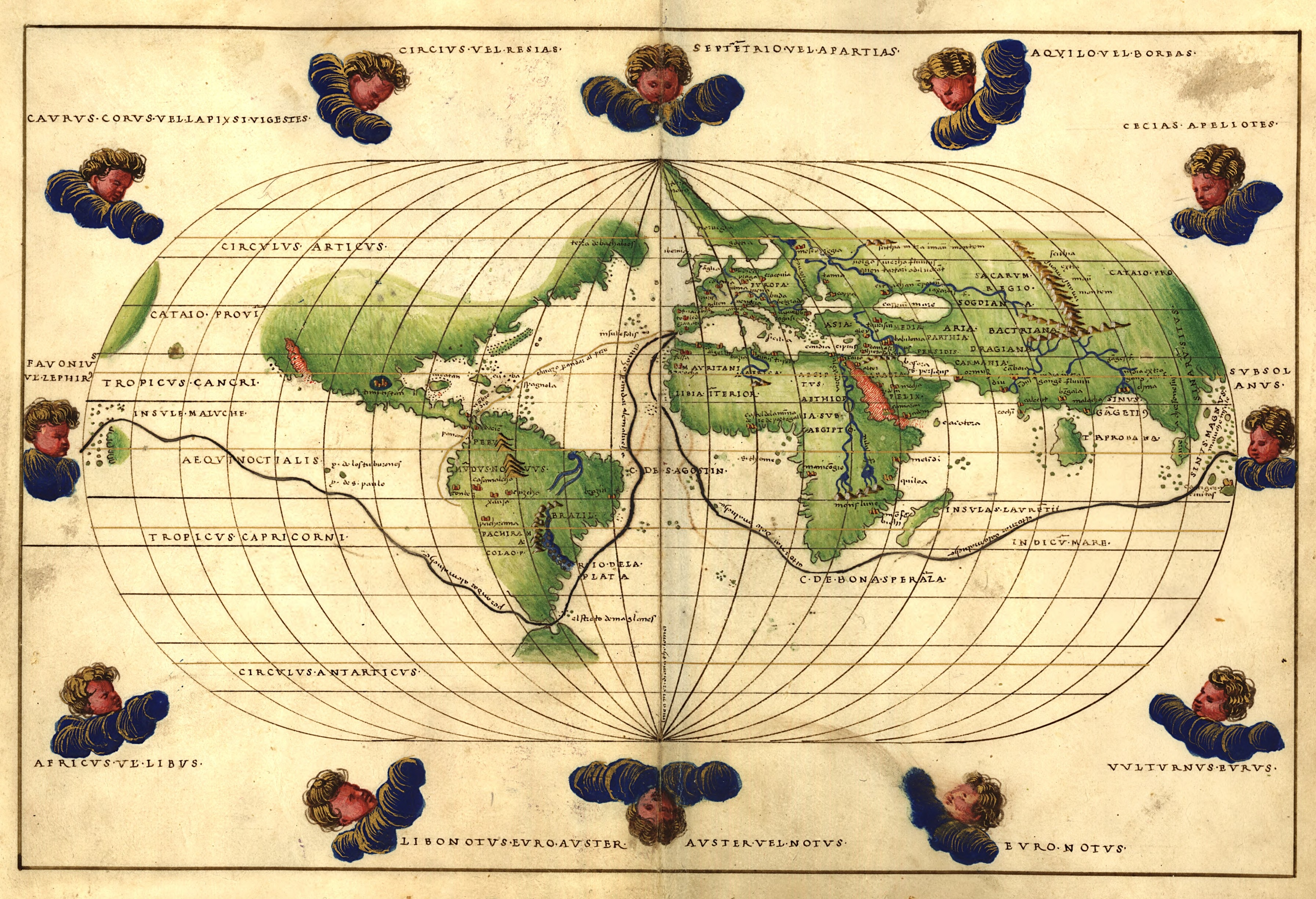
Mappamondo che mostra la via compiuta da Magellano ed Elcano realizzato da Battista Agnese, Atlante nautico, Venezia, 1544

Pigafetta menziona nella sua opera il nome dei marinai che completarono la circumnavigazione del globo. Mentre i dodici uomini tenuti prigionieri a Capo Verde tornarono poche settimane dopo a Siviglia, via Lisbona, anche i cinque sopravvissuti alla Trinidad completarono il giro del mondo, ma non tornarono in Europa fino al 1525-1526. In totale, dei 237 uomini all'inizio della spedizione, solo 35 riuscirono a completare il giro del mondo.
Nel 1938 Stefan Zweig, riprendendo un altro studioso, avanzò l'idea che il primo uomo a circumnavigare il globo fosse stato lo schiavo di Magellano, Enrique, dal 1521, per il solo fatto che nelle Filippine era riuscito a parlare con gli indigeni, sudditi del re Humabon. Da allora l'idea ha riscosso una certa fortuna. A un'analisi più attenta, Enrique poté conversare con i filippini non in uno degli idiomi locali, il tagalog o il visaya, ma in lingua malese, che era la lingua franca parlata da marinai e abitanti della costa che si occupavano di mercanti malesi su tutti i mari dell'Insulindia. Tuttavia, Enrique, originario di Sumatra e di cui si perdono le tracce nelle Filippine, potrebbe non aver completato la prima circumnavigazione del globo.

## Cronologia
| Anno                        | Eventi                                                                              |
| --------------------------- | ----------------------------------------------------------------------------------- |
| 10 agosto 1519              | Partenza da Siviglia                                                                |
| 13 dicembre 1519            | Arrivo a Baia Santa Lucia (Brasile)                                                 |
| 12 gennaio 1520             | Inizio dell'esplorazione del Rio de la Plata (Argentina)                            |
| 31 marzo 1520               | Arrivo a Puerto San Julián (Patagonia, Argentina)                                   |
| 1º aprile 1520              | Ammutinamento di San Giuliano                                                       |
| 3 maggio 1520               | Affondamento della Santiago                                                         |
| 21 ottobre 1520             | Scoperta di Capo Virgenes, ingresso dello stretto                                   |
| intorno all'8 novembre 1520 | Diserzione della San Antonio e sua partenza verso Siviglia                          |
| 28 novembre 1520            | Ingresso della flotta nell'Oceano Pacifico                                          |
| 6 marzo 1521                | Arrivo alle Marianne                                                                |
| 7 aprile 1521               | Arrivo a Cebu                                                                       |
| 27 aprile 1521              | Morte di Magellano e di altri sei uomini durante la lotta contro i nativi di Mactan |
| 2 maggio 1521               | Distruzione volontaria della Concepcion per via di falle interne                    |
| 8 novembre 1521             | Arrivo alle Molucche sull'isola di Tidore della Trinidad e della Victoria           |
| 21 dicembre 1521            | Partenza della Victoria carica di chiodi di garofano per la Spagna                  |
| 19 maggio 1522              | La Victoria passa il Capo di Buona Speranza                                         |
| 6 settembre 1522            | La Victoria attracca a Sanlucar de Barrameda                                        |

## Effetti geopolitici e filosofici del viaggio
Il viaggio di Magellano dimostrò definitivamente quattro cose: che la Terra è una sfera; che la circonferenza del pianeta è maggiore di quanto avessero mai creduto tutti i geografi; che l'America poteva essere circumnavigata al pari del continente africano; che si perdono 24 ore se si segue il cammino del Sole da oriente ad occidente. Quest'ultima osservazione fornì le basi a nuove speculazioni di interesse fisico e metafisico sulla natura del tempo e dell'eternità.
Dal punto di vista materiale, date le lunghe distanze percorse (la Victoria aveva coperto 69.000 km in tre anni per tornare in Spagna), il viaggio di Magellano non poté rappresentare una valida alternativa alla cosiddetta Rotta delle Spezie controllata dai portoghesi. Spagna e Portogallo rivendicarono entrambi il possesso delle Molucche in base al Trattato di Tordesillas e solo nel 1529 la controversia poté essere risolta con il Trattato di Saragozza, con il quale la Spagna dovette rinunciare alle proprie pretese sulla zona. Tuttavia, ancora nel XVI secolo gli spagnoli erano in grado di conquistare Guam e le Filippine, che sarebbero rimasti loro colonie fino al 1898, anno in cui passarono sotto il dominio coloniale degli Stati Uniti d'America con il Trattato di Parigi.

## Opere riguardanti la spedizione di Ferdinando Magellano
- Senza confini – miniserie del 2022 diretta da Simon West.

### Esplicative
1. ↑  Qui di seguito sono riportati i nomi dei marinai:
  - Juan Sebastián Elcano - capitano
  - Francisco Albo - pilota
  - Miguel de Rodas - mastro
  - Juan de Acurio - nostromo
  - Martín de Judicibus - marinaio
  - Hernando Bustamente - barbiere
  - Hans di Aquisgrana - fuciliere
  - Diego Carmona - marinaio
  - Nicholas il Greco di Napoli - marinaio
  - Miguel Sánchez di Rodi - marinaio
  - Francisco Rodrigues - marinaio
  - Juan Rodríguez de Huelva - marinaio
  - Antonio Hernández Colmenero - marinaio
  - Juan de Arratia - marinaio
  - Juan de Santandres - marinaio semplice
  - Vasco Gomes Gallego - marinaio semplice
  - Juan de Zubileta - paggio
  - Antonio Pigafetta - passeggero: Bergreen (2019), p. 441.
2. ↑  I nomi dei dodici prigionieri sono:
  - Martín Méndez, segretario della flotta;
  - Pedro de Tolosa, spendaccione;
  - Riccardo di Normandia, falegname;
  - Roldán de Argote, artigliere;
  - Maestro Pedro, ausiliario;
  - Juan Martín, vice;
  - Simón de Burgos, prevosto;
  - Felipe Rodas, marinaio;
  - Gómez Hernández, marinaio;
  - Bocacio Alonso, marinaio;
  - Pedro de Chindurza, marinaio;
  - Vasquito, mozzo: Markham (2017), p. 27.
3. ↑  I cinque uomini sono:
  - Gonzalo Gómez de Espinosa, prevosto della flotta (alguazil);
  - Leone Pancaldo, pilota;
  - Juan Rodríguez el Sordo, marinaio;
  - Ginés de Mafra, marinaio;
  - Hans Vargue, cannoniere.

### Bibliografiche
1. ↑  Castro (2007), p. 473.
2. ↑  Castro (2007), p. 472.
3. ↑  Castro (2007), pp. 393-394.
4. ↑  Zweig (2013), p. 151.
5. ↑  Castro (2007), pp. 531-536.
6. ↑  Zweig (2013), pp. 156 e ss.
7. ↑  Edouard Roditi: Magellano del Pacifico, pag. 5, editore Mursia 1977

### Fonti primarie
- Massimiliano Transilvano, Epistola di Massimiliano Transilvano, 1522.
- Anonimo portoghese, Narrazione di un portoghese compagno di Odoardo Barbosa, qual fu sopra la nave Vittoria dell'anno 1519, 1522.

### Fonti secondarie
- Alcuni frammenti del testo sono stati originariamente tratti da I Mille Anni della Casata Italiana dei «de Judicibus» a cura di Danilo de Judicibus.
- http://dbr-radio.com Relazione del primo Viaggio intorno al Mondo], "Magellan, le Premier Tour du Monde", feuilleton radiophonique en 15 épisodes pour les radios associatives, d'après la chronique originale d'Antonio Pigafetta et les récits de Francisco Albo. (disque CD MP3)
- (FR) Xavier de Castro, Le Voyage de Magellan: (1519-1522), Chandeigne, 2007.
- Stefan Zweig, Magellano, Bur, 2013, ISBN 978-88-58-64556-7.